# Лошак Віктор Григорович
Віктор Григорович Лошак (нар. 20 квітня 1952, Запоріжжя) — радянський і російський журналіст, редактор. Колишній головний редактор тижневика «Московські новини» та журналу «Вогник» (рос. «Огонёк»), нині — директор зі стратегії ВД «Комерсант».

## Життєпис
Народився 20 квітня 1952 року в Запоріжжі в сім'ї інженера-електрика Григорія Абрамовича Лошака (1908—1983) та радіожурналістки Ганни Давидівни Лошак (уродженої Авербах, 1916—1962). До війни батьки мешкали у Харкові. Закінчив філологічний факультет Одеського університету. Публікується як журналіст із 1969 року. Працював у різних газетах Одеси.[джерело?]
З 1985 року в Москві, кореспондент газети «Звістки́» (рос. «Известия»), потім газети «Московські новини». З жовтня 1993 року по вересень 2003 року — головний редактор "Московських новин", голова Ради директорів АТ "Московські новини". Був змушений піти у відставку після придбання видання новими власниками — ВАТ ЮКОС. Одночасно, в 1995-1997 роках був ведучим телепередачі «Прес-клуб» (ГРТ), у 1997-2001 роках - ведучий телепередачі «Після новин» на телеканалі «Культура» по черзі з Євгеном Веліховим та Михайлом Швидким.
З вересня 2003 по листопад 2012 — головний редактор журналу «Вогник» з перервою з листопада 2004 по червень 2005, коли в журналі під керівництвом Леоніда Бершидського намагалися здійснити нову, але невдалу концепцію.[джерело?]
Протягом багатьох років[скільки?] — професор факультету міжнародної журналістики МДІМВ. Член Ради із зовнішньої та оборонної політики. Член правлінь Спілки журналістів Москви та Фонду публічної політики імені А. М. Горчакова. Член громадської колегії зі скарг на пресу. З 26 серпня 2013 року входить до складу Ради з присудження премій Уряду Російської Федерації у галузі засобів масової інформації.
З листопада 2013 року — директор зі стратегії ВД «Комерсант». У той же час продовжив залишатися постійним автором «Вогника» та колумнистим радіостанції «Комерсант FM». З 6 листопада 2021 - провідний авторської програми «Дуже особисте» на Громадському телебаченні Росії (ОТР).
Лауреат Премій Спілки журналістів СРСР та Росії, Премії уряду РФ у галузі ЗМІ (2005 рік). Нагороджений польським орденом офіцерського хреста, медалями. 2003 року визнаний Спілкою журналістів Росії «Головним редактором року», 2005-го — журналістом року за версією журналу GQ. В 2021 став володарем премії «Золоте перо Росії» в номінації «Легенда російської журналістики».[джерело?]

## Сім'я
Донька Віктора Лошака — російська журналістка та телеведуча Ганна Монґайт. Племінник Віктора Лошака — російський журналіст тa репортер Андрій Лошак.